# Wedig von der Osten
Wedig Wilhelm Heinrich von der Osten (* 27. April 1859 in Wisbu, Kreis Regenwalde; † 5. Dezember 1923 ebenda), Dr. jur., war ein königlich preußischer Landschaftsrat und Politiker.

## Familie
Er entstammte dem alten Adelsgeschlecht von der Osten, das seinen Namen von der Oste, dem Nebenfluss der Unterelbe, herleitet und im Jahr 1219 erstmals urkundlich erwähnt ist, und war der Sohn des Gutsbesitzers Heinrich von der Osten (1825–1876), Gutsherrn auf Wisbu, und der Dorothea von Arnim (1834–1914).
Osten heiratete am 12. November 1886 auf Gut Witzmitz im Kreis Regenwalde seine entfernte Verwandte Maria von der Osten (* 1865 auf Gut Witzmitz; † 1955 in Trier), die Tochter des königlich preußischen Landschaftsrats und Hauptmanns Kurt von der Osten, Gutsherrn auf Witzmitz (Anteil B) und Pinnow (beide Landkreis Regenwalde), und der Emma von Gaudecker. Das Eheparr hatte sieben Kinder, Erbe wurde der älteste Sohn Gerhard von der Osten, zuletzt Oberst a. D. und Stiftshauptmann zu Kloster Fischbeck.

## Leben
Osten war königlich preußischer Referendar a. D. und Landschaftsrat. Er war Ehrenritter des Johanniterordens und Mitglied des Preußischen Herrenhauses. Osten war Mitglied der Studentenverbindung Corps Saxonia Leipzig.